# 앙티미슴

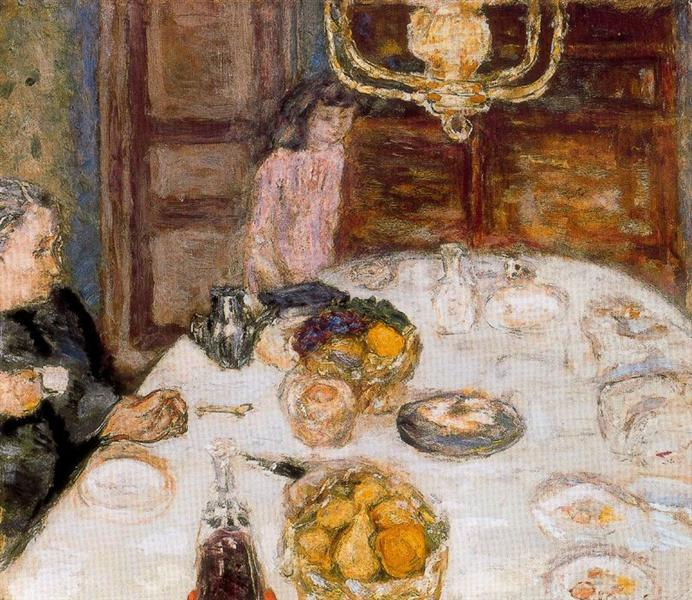
피에르 보나르. Lunch at Le Grand Lamps (1899년)

앙티미슴(Intimisme)은 '친애하는', '친밀한'이라는 의미의 형용사 앙티므(intime)에서 파생된 말이다. 서양 근대회화상의 유파라고 하기보다는 경향을 나타내는 말이다. 일상적인 신변의 광경과 가정내의 정경, 모자상 등을 제재로 가정적인 친밀감이 넘치는 회화를 말하며, 그와같은 경향의 화가를 앙티미스트(Intimiste)라 부른다. 비야르와 보나르가 대표적이며, 그런 의미에서는 나비 파의 한 특징이라고 할 수도 있겠으나 더 앞선 세대의 카리에르와 카사트, 다시 더 거슬러 올라가면 초기 플랑드르파 회화(플랑드르 미술), 물랭의 화가 작품 등에도 같은 특색이 나타난다.